# Francisco de Paula Oller
Francisco de Paula Oller Simón (Barcelona, 17 de febrero de 1860 - Buenos Aires, 1941) fue un abogado, escritor y publicista español, defensor del carlismo.

## Biografía
Con catorce años ingresó en el Ejército Carlista en plena tercera guerra carlista, llegando a ser oficial. En 1875 intervino en el asedio a la Seo de Urgel, y fue hecho prisionero por las tropas del general Martínez Campos.
Redactor y colaborador en diversos periódicos carlistas, en 1883 fundó y dirigió el semanario en catalán Lo Crit de la Patria, por uno de cuyos artículos, titulado «Lamentos de un mestizo», fue denunciado y condenado en julio de 1887 a cuatro meses de prisión. En noviembre del mismo año fue denunciado nuevamente por la publicación de un artículo y dos poesías y en junio de 1888 entró otra vez en prisión, donde permanecería siete meses.

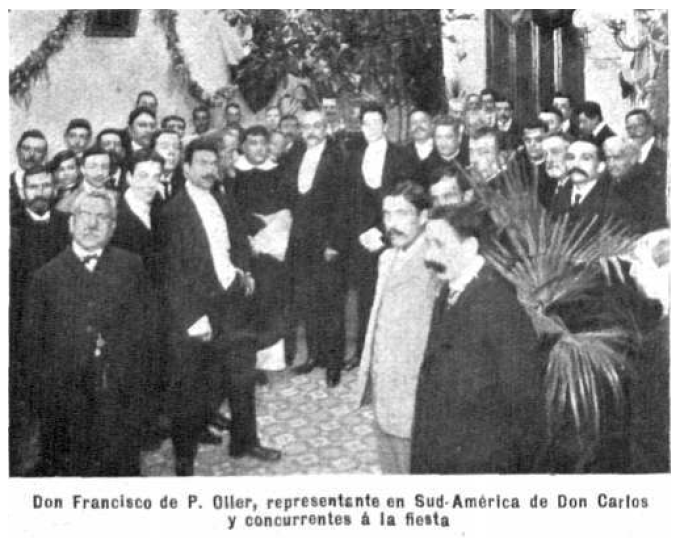
Francisco de P. Oller junto con otros carlistas de Argentina en 1905.

El semanario Lo Crit de la Patria, que venía defendiendo a Ramón Nocedal y a su diario El Siglo Futuro frente a La Fe, se adhirió en agosto de 1888 a la escisión integrista mientras se hallaba en prisión Oller, quien consideró que había sido traicionada su línea. Tras reafirmar su lealtad a Don Carlos, Oller fundó y dirigió Lo Crit d'Espanya (1889-1892), La Carcajada (1891-1892) y la revista mensual político-militar ilustrada El Estandarte Real (1889-1892), todas ellas editadas en Barcelona.
Debido a problemas financieros y a la persecución de las autoridades, en 1892 se vio obligado a cerrar su editorial y emigró a Argentina, estableciéndose en Buenos Aires, donde ejerció de abogado y fue el representante de Don Carlos, Don Jaime y Don Alfonso Carlos en América del Sur durante cuatro décadas.
Rápidamente lideró a los carlistas porteños, haciendo que mantuvieran encendido su fervor por la causa tradicionalista. Fundó juntas carlistas en Argentina, Chile (presidida por José de Respaldiza), Uruguay, Paraguay, Bolivia, Perú y Ecuador.

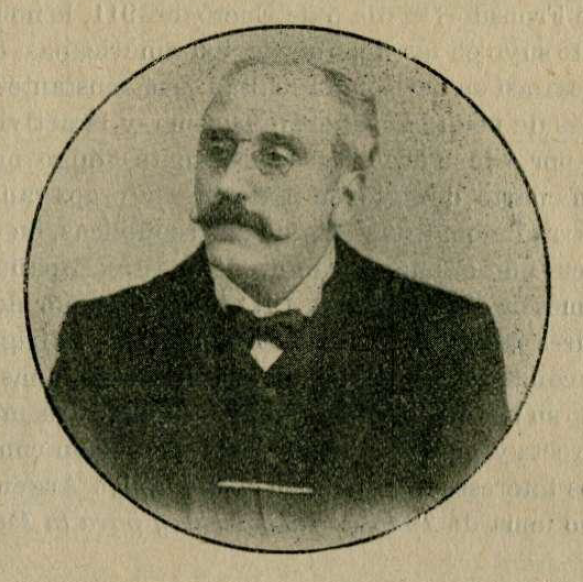
Francisco Oller en la década de 1910.

En 1898 se fundó por iniciativa suya el periódico ilustrado porteño El Legitimista Español (1898-1912), del que fue director Luis de Mas y más tarde el propio Oller, en cuyas páginas colaboraron los más destacados pensadores del tradicionalismo monárquico español, con artículos referentes a la marcha del movimiento carlista en España y a la actividad política desarrollada en Buenos Aires por los refugiados. En 1915 fundaría la revista España, órgano de la Comunión Tradicionalista en Buenos Aires, que se publicó hasta 1929 y desapareció debido a graves problemas de salud de Oller.
A iniciativa del Requeté jaimista de Barcelona, en 1927 le fue dedicado un álbum, que el mismo Oller reprodujo en 1935, publicando después dos folletos en los que se recogían las contestaciones que había recibido de los americanos al recibir el ejemplar impreso.
Durante la década de 1930 impulsó y dirigió en Buenos Aires los periódicos Monarquía Española (1931-1932), Boina Roja (1934-1936), El Boletín Tradicionalista (1938-1940) y El Requeté (1938-1943). Fue presidente de honor del Círculo Tradicionalista de Buenos Aires. Al morir estaba preparando varias obras sobre el carlismo. Era doctor en jurisprudencia por la Universidad de Buenos Aires.

## Obras
- Combates del corazón: drama en dos actos y en prosa (1884)
- Carlos V. Estudio biográfico por un contemporáneo (1885)
- La España carlista: retrato de los partidarios de Don Carlos por sus detractores, etc (1885)
- Episodios tradicionalistas (1886)
- Álbum de personajes carlistas, tomo I (1887)
- Álbum de personajes carlistas, tomo II (1888)
- Álbum de personajes carlistas, tomo III (1890)
- Ramillete de Flores Republicanas ofrecido a Don Carlos en su reciente viaje a las Américas (1887)
- Francia y Alemania: refutación a una conferencia (1918)
- Álbum de Honor a Francisco de P. Oller (1935)
- Laureles a un carlista (1936)
- Más laureles a un carlista (1937)